# Alysicarpus luteovexillatus
Alysicarpus luteovexillatus är en ärtväxtart som beskrevs av Vasudeo Narayan Naik och Pokle. Alysicarpus luteovexillatus ingår i släktet Alysicarpus och familjen ärtväxter. Inga underarter finns listade i Catalogue of Life.